# 아리우스 논쟁
아리우스 논쟁은 이집트 알렉산드리아의 두 기독교 신학인 아리우스와 알렉산드리아의 아타나시우스 사이 논쟁에서 시작한 그리스도의 본성에 관한 일련의 기독교 논쟁이다. 이 논쟁의 가장 중요한 것은 성부의 본질과 성자의 본질 사이 관계에 관한 것이었다.
콘스탄티누스 황제는 325년 니케아 공의회를 통해 기독교를 통합하고, 제국의 공인된 하나의 신앙을 세우려고 시도했다. 역설적이게도, 그의 노력은 니케아 이후의 분쟁으로 인해 만들어진 깊은 분열의 원인이었다.
이 의견 충돌은 325년 제1차 니케아 공의회 때부터 381년 제1차 콘스탄티노폴리스 공의회까지 55년 동안 교회를 다양한 파당으로 나누었다. 공식적인 분열은 없었다.
로마 제국 내에서, 삼위일체파는 380년 2월 27일 당시 통치하던 3명의 공동 황제에 의해 공포된, 니케아 기독론을 로마 제국의 국교로 만든 테살로니카 칙령과 이 칙령의 엄격한 시행을 통해 궁극적으로 우위를 점했다.
그러나, 로마 제국 밖에서는 아리우스주의와 다른 형태의 유니테리언주의가 한동안 계속 전파되었다. 현대 로마 가톨릭교회와 동방 정교회, 그리고 대부분의 다른 현대 기독교 교파들은 보편적으로 삼위일체론의 공식을 따랐지만, 각각의 교파들은 이 문제에 대해 그들만의 구체적인 신학을 가지고 있다.

## 같이 보기
- 기독교에서의 예수
- 기독교의 역사
- 반삼위일체론